# Leptonema piliferum
Leptonema piliferum är en nattsländeart som beskrevs av Schmid 1964. Leptonema piliferum ingår i släktet Leptonema och familjen ryssjenattsländor. Inga underarter finns listade i Catalogue of Life.